# Amaro

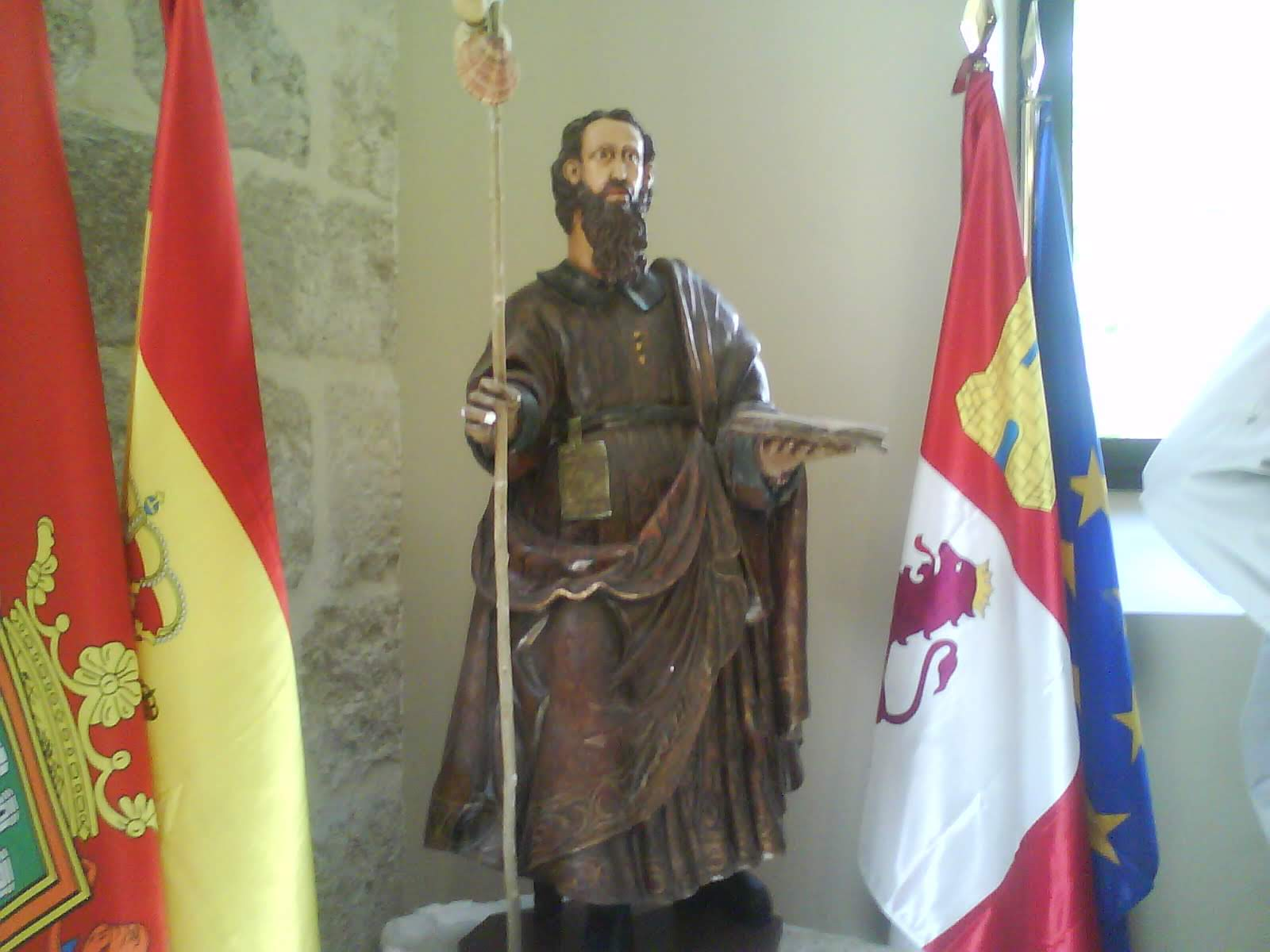

San Amaro fue un abad y navegante que según la tradición realizó un ajetreado viaje por mar hasta el Paraíso Terrenal, en el que, atravesando el Océano, protagonizó con sus compañeros innumerables aventuras.
Existen dos personajes históricos que pudieron servir de base para el mito:
- Uno de ellos fue un penitente francés, Amaro, que en el siglo XIII peregrinó a Santiago de Compostela y que a su vuelta se estableció en Burgos, dedicando desde entonces sus cuidados a los enfermos pobres y a los peregrinos en el Hospital del Rey (fundado en el año 1195 por Alfonso VIII).[1]

- El otro candidato es San Mauro de Anjou (Mauro de Glanfeuil), discípulo de San Benito de Nursia, y que fundó el primer monasterio benedictino de la historia de Francia.

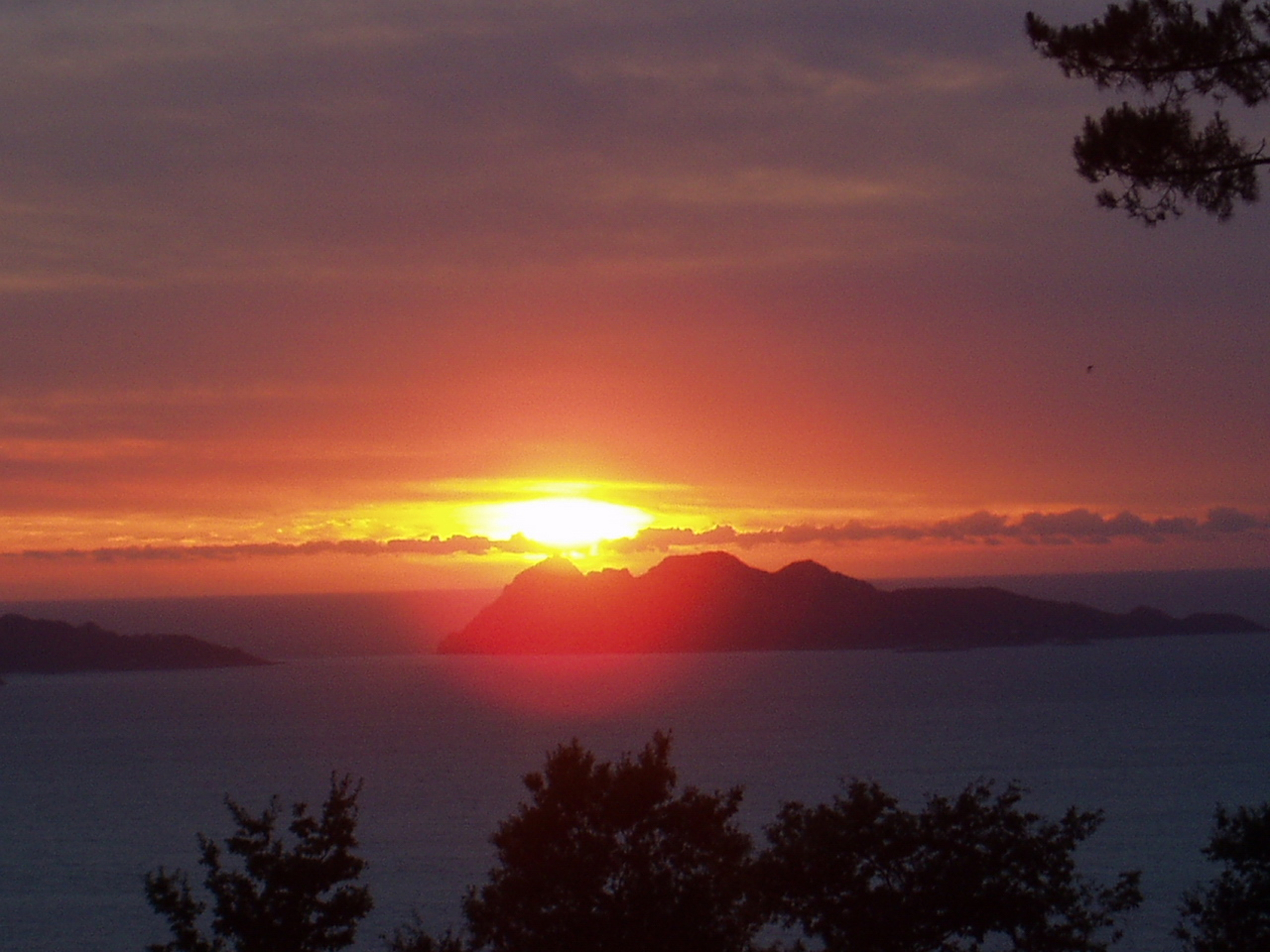
El Sol hundiéndose frente a las costas occidentales de Galicia

Sea como fuere, en torno a la figura del Amaro histórico se aglutinaron toda una serie de tradiciones paganas cristianizadas presentes en Galicia y Asturias, relacionadas con los immrama (viajes a las islas paradisíacas del Occidente) irlandeses, y que enlazan la historia de este santo con la de abades de otros países del Arco Atlántico como San Brandán, así como con mitos paganos de los que los viajes de Máel Dúin y Bran mac Febal constituyen buenos ejemplos.
Aún hoy es venerado en multitud de ermitas en el Noroeste de España: Un ayuntamiento gallego de la provincia de Orense así como una pequeña población del ayuntamiento de Castrillón (Asturias) llevan su nombre.

## El periplo de San Amaro
Según nos relatan las crónicas, San Amaro era un noble pío de Asia que vivía obsesionado con la idea de visitar el Paraíso Terrenal. Con este fin, preguntaba a todos sus huéspedes sobre la manera más adecuada de llegar a él. Al no recibir una respuesta satisfactoria se abandonó a la desesperación y al llanto, hasta que una noche Dios se le apareció y le reveló cómo alcanzar su objetivo: Construyendo una barca y siguiendo con ella el caminar del Sol a través del Océano.
Habiéndose lanzado al mar, navegó durante siete días y siete noches hasta que llegó a la Tierra Desierta. Era ésta un país ubérrimo que contaba con cinco ciudades habitadas por hombres toscos y horribles y mujeres muy hermosas. Después de haber pasado seis meses en esta tierra una voz le exhortó en sueños a abandonar esta tierra maldita por Dios.

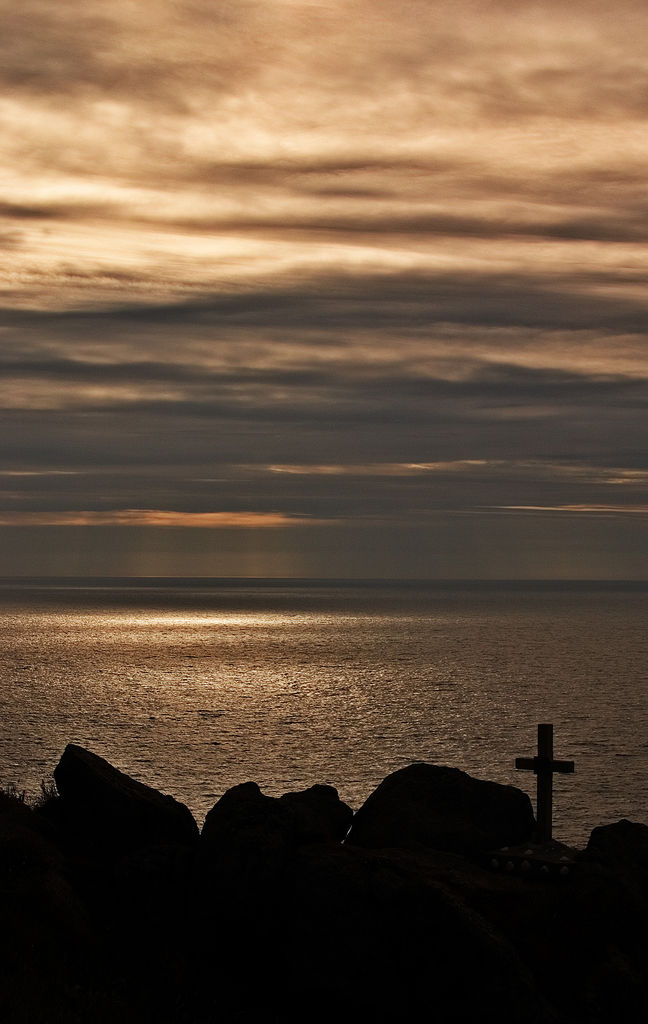
Imagen del Cabo Prior, en Galicia, tras un día de tempestad.

Tras hacerse a la vela, navegaron por el Mar Rojo hasta que llegaron a la Fuente Clara, donde la gente era hermosísima y vivía una vida plácida que duraba trescientos años. Amaro permaneció en tal lugar durante tres semanas hasta que una mujer anciana le aconsejó abandonar la isla para no acostumbrarse a la buena vida.
Una vez partieron de la isla, navegaron durante mucho tiempo sin saber dónde estaban hasta que divisaron unos barcos que creyeron que podrían auxiliarles. Pero cuál sería su sorpresa que cuando arribaron a las naves se las encontraron invadidas por monstruos que se llevaban los cadáveres a las profundidades: Habían llegado al Mar Cuajado. Amaro no supo en ese momento cómo salir del trance, pero entonces se le apareció en una visión una mujer que, acompañada por otras doncellas, le dice que han de verter el contenido de los odres de vino y aceite al mar, y tras ello han de llenarlos de aire. Así hicieron los monjes y el barco logró salir del Mar Cuajado.
Tres días después arriban a la Isla Desierta, habitada por bestias salvajes y hostiles hacia los hombres. Allí se encuentran a un ermitaño que les dice que la vida en la isla es casi imposible debido que las bestias que allí viven se aniquilan en combate el día de San Juan, persistiendo el hedor de sus cadáveres durante todo el año. El ermitaño les abastece de todo lo que necesitan y les encomienda marchar hacia Oriente, donde hay una tierra muy hermosa que satisfará todas sus necesidades.
Partieron hacia aquel lugar el día siguiente y llegaron a su destino a la hora sexta (las tres de la tarde). Se encontraron ante un hermoso monasterio llamado Valdeflores, del que salió a recibirlos un monje de pelo cano llamado Leónites. Éste comunica a Amaro que había recibido noticias de su llegada a través de una visión, y tras ello le da instrucciones sobre cómo llegar al Paraíso Terrenal: Dirigiéndose con su barca hacia un puerto donde deberá permanecer un mes, tras lo cual se dirigirá a un valle extenso y escarpado, donde alcanzará lo que desea. Tras concluir su charla Leónites se echa a llorar, lamentando haber encontrado al hombre que más quería en este mundo y que ahora le va a abandonar. Pero en ese momento llega Baralides, una mujer de vida santa que regala a Leónites una rama del árbol del conforte que es, junto con el árbol del amor dulce, uno de los dos árboles del Paraíso Terrenal. Con ello Leónites queda consolado.
San Amaro se dirigió al lugar indicado por Leonites, donde permaneció un mes. Una vez transcurrido este tiempo abandonó a sus compañeros y se dirigió hacia el ansiado Valle. Tras buscar durante dos días alcanza un monasterio femenino situado en una cumbre y que se llamaba Flor de Dueñas. Allí había llegado unos días antes Baralides, que tenía costumbre comulgar con las hermanas en la Pascua de Resurrección, en la de Navidad y en la de Cinquesma. El santo permaneció en aquel lugar durante 17 días en los que recibió instrucciones de Baralides para llegar al Paraíso Terrenal.

## San Amaro en el Paraíso
Al fin, ambos partieron hacia aquel lugar, y tras atravesar una amplia sierra llegaron a los confines del Paraíso Terrenal. Allí San Amaro recibió un hábito blanco, elaborado por Brígida, sobrina de Baralides que vivía en el Paraíso Terrenal. En ese momento, Amaro se despidió de Baralides y avanzó en solitario por la ribera del Paraíso.
Lo que vio no pudo ser más deslumbrante: Ante él se elevaba un enorme castillo construido con piedras y metales preciosos, con almenas de oro y torres de rubí así como muros multicolores cuyos ladrillos unas veces eran blancos y otras de colores zafiro y esmeralda. Amaro se acercó a la entrada y repicó en la puerta. En ese momento el portero del castillo le dice que lo que tiene ante sus ojos es el Paraíso Terrenal, y como ser humano tiene prohibida la entrada. El santo le rogó que le dejase siquiera contemplarlo un instante a través de la hendidura de la llave.
El centinela accedió y ante los ojos de Amaro se mostraron todas las maravillas del Paraíso: Vio el árbol del que comió Adán así como verdes praderas donde imperaba una primavera eterna y de las que emanaba un olor delicioso. Vio así mismo árboles enormes cuyas copas no podían verse y en los que se posaban pájaros cuyo cantar era tan sugestivo que si se les escuchara durante mil años parecería un día. Por todos sitios deambulaban muchachos con instrumentos cuya música era indescriptible, así como bellas doncellas ataviadas con guirnaldas y vestidos blancos que andaban en torno a la más hermosa de ellas, la Virgen María.
San Amaro ruega entonces al centinela que le deje entrar. El portero, sin embargo, le reitera la prohibición y le dice que durante su breve visión habían transcurrido 300 años. Amaro regresa entonces al puerto donde había dejado a sus compañeros y cuál fue su sorpresa que encontró una ciudad que llevaba su nombre. Tras contarles su historia, los lugareños le reconocieron y le construyeron una casa al lado del monasterio de Valdeflores, donde vivió unos años hasta que falleció. Fue enterrado junto a Baralides y su sobrina, Brígida.